# Phytoseius viaticus
Phytoseius viaticus är en spindeldjursart som beskrevs av De Leon 1967. Phytoseius viaticus ingår i släktet Phytoseius och familjen Phytoseiidae. Inga underarter finns listade i Catalogue of Life.